# Lan Na
Lán Na (tiếng Thái: ล้านนา; Hán-Việt: Lan Nạp 蘭納) là tên một vương quốc cổ từng tồn tại từ cuối thế kỷ 13 đến gần cuối thế kỷ 18 ở miền núi phía Bắc của Thái Lan hiện nay. Lan (ล้าน, lán) có nghĩa là "triệu", còn Na (นา, na) có nghĩa là "nương lúa". Chủ nhân của nó là người Thái Yuan. Đây cũng là chủ nhân của các nhà nước trước Lan Na, đó là Ngoenyang (thế kỷ 7-13) và Yonok (trước thế kỷ 7). Nguyên sử gọi là Bát Bách Tức Phụ (八百媳婦). Là một sự tiếp nối của vương quốc Ngoangyang, Lan Na đã nổi lên đủ mạnh trong thế kỷ 15 để cạnh tranh với vương quốc Ayutthaya, cùng với nhiều cuộc chiến tranh đã đi qua trong lịch sử.

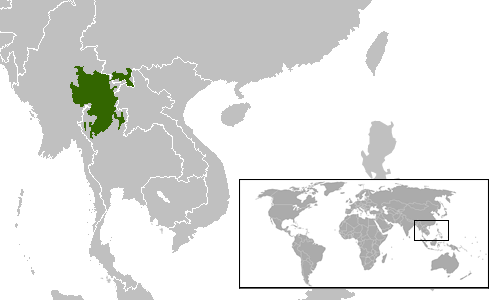
Vị trí của Lan Na.

## Lịch sử

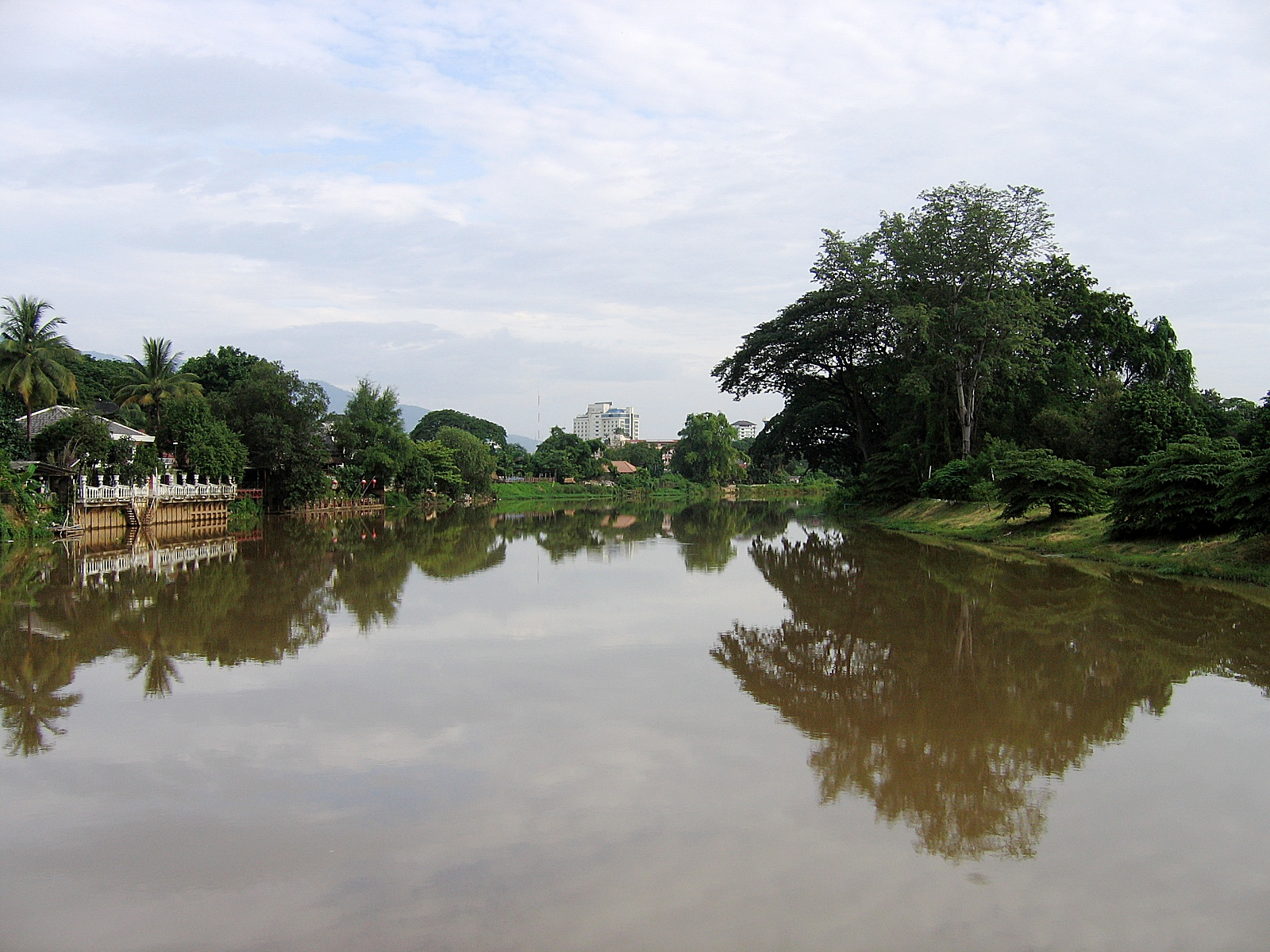
Sông Ping (Maenam Ping)- dòng sông quan trọng nhất của Lan Na
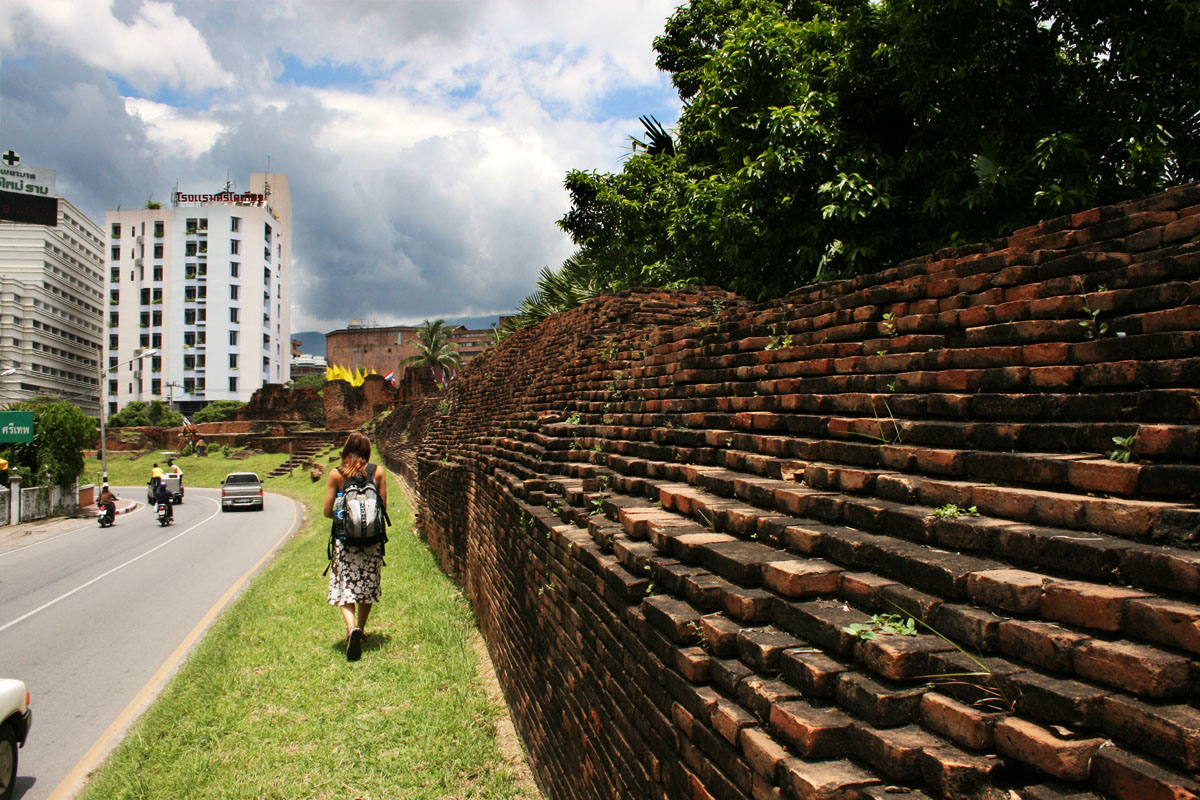
Phế tích hoàng thành ở thành phố Chiang Mai

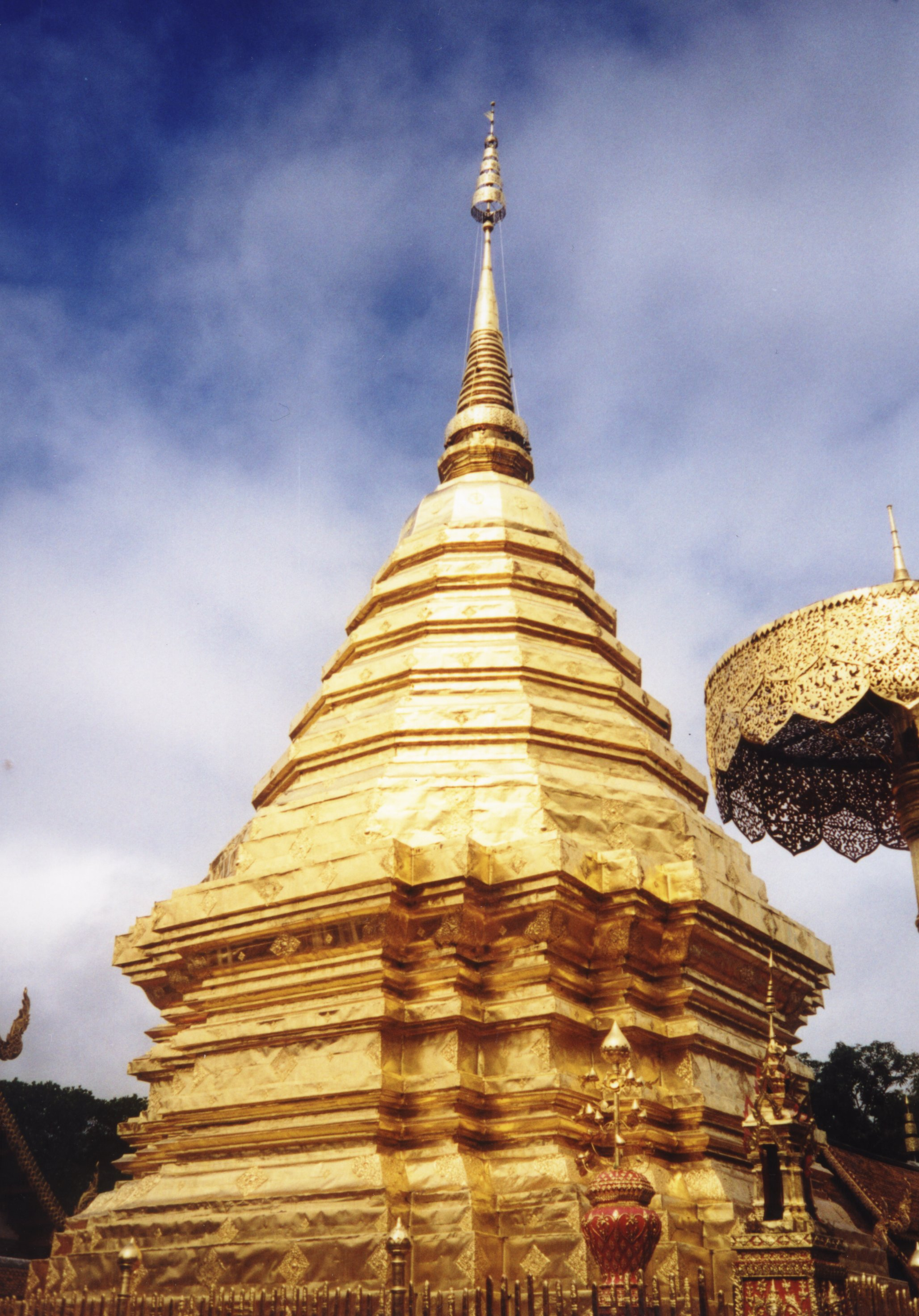
Tháp (chedi) do vua Ku En xây năm 1386 trên đỉnh núi Doi Suthep gần kinh đô.

### Lập nước
Lan Na được thành lập vào năm 1292, khi vua Mengrai - vị vua cuối cùng của Ngoenyang - dời đô từ Ngoanyang (thành phố Chiang Saen ngày nay) về Chiang Hai (thành phố Chiang Rai ngày nay) để mở rộng sự kiểm soát của mình từ lưu vực sông Ping sang cả lưu vực sông Kok. Lãnh thổ của Lan Na dưới thời vua Mengrai đã có lúc bao trùm khắp một miền rộng lớn ở miền Bắc Thái Lan hiện nay (trừ một số nơi thuộc về Payao và Sukhothai), ở miền cực Đông của bang Shan Myanmar ngày nay, và ở phía Nam của Tây Song Bản Nạp (huyện Cảnh Hồng Vân Nam Trung Quốc) ngày nay. Chiang Mai được vua Mengrai xây dựng vào năm 1296 làm kinh đô lâu dài cho đất nước.

### Phồn thịnh
Sau khi vua Mengrai qua đời năm 1317, đất nước này rơi vào tranh chấp ngai vàng trong hoàng tộc một thời gian rồi trở lại ổn định vào khoảng cuối thế kỷ 14. Từ thế kỷ 14 đến đầu thế kỷ 16, dưới thời các vua Ku Na, Saen Muang Ma, Sam Fan Kaen, Tilokarat, và Phaya Kaeo là thời kỳ Lan Na phát triển hưng thịnh. Tôn giáo, văn học và buôn bán phồn thịnh ở kinh đô Chiang Mai. Những nhà sư người Mon từ Hariphunchai đã truyền bá đạo Phật Theravada rộng khắp Lan Na. Vua Ku Na đã cho xây một tháp lớn trên đỉnh Doi Suthep vào năm 1386 để cúng Phật.
Cuối thế kỷ 14 đến giữa thế kỷ 15, Lan Na có vài cuộc chiến tranh với Ayutthaya từ phía Nam và nhà Minh từ phía Bắc.
Dưới thời vua Tilokaraj (giữa đến cuối thế kỷ 15), Lan Na rất hùng mạnh, đánh bại cuộc tấn công của Ayutthaya, xâm lược Payao. Năm 1449, nhà vua đã mở những cuộc viễn chinh để mở rộng lãnh thổ cho Lan Na sang phía Đông, tới vùng thành phố Nan ngày nay. Để tạ ơn Phật về thắng lợi ở phía Đông, nhà vua đã cho đúc một tượng Phật bằng vàng nặng tới 1.200 kg. Tượng này nay vẫn còn ở chùa Wat Suan Tarn ở thành phố Nan. Năm 1480, Tilokaraj đã phái quân tới Lan Xang để giúp nước này đánh trả quân Đại Việt xâm lược. Nhà vua cũng mở rộng lãnh thổ của Lan Na hơn nữa về phía Tây nơi có người Shan cư trú. Tilokaraj rất sùng bái đạo Phật. Ông đã cho xây nhiều chùa chiền trong đất nước, nhất là ở kinh đô (thành phố Chiang Mai nay).

### Suy thoái
Sau thời Tilokaraj, Lan Na lại rơi vào tranh chấp ngôi báu và xung đột với các nước láng giềng là Ayutthaya và Lan Xang. Những điều này khiến Lan Na suy yếu. Giữa thế kỷ 16, vua của người Shan và cũng là hậu duệ của vua Mangrai là Meguti trở thành vua của Lan Na. Nhưng sau đó, nước của người Shan bị Taungoo (Myanmar) của vua Bayinnaung khuất phục. Lan Na trở thành thuộc địa của Taungoo, và vua Meguti chỉ là vị vua bù nhìn. Các thành viên của hoàng tộc và quan lại cao cấp của Taungoo được cử tới Chiang Mai để cai trị Lan Na trên thực tế. Tình trạng này kéo dài suốt 2 thế kỷ tiếp theo. Đến năm 1774, Phraya Cha Ban và Phraya Kawila với sự hậu thuẫn của vua Taksin đã chiếm được Lan Na từ tay người Miến Điện. Tuy nhiên Lan Na lại trở thành chư hầu của Thonburi.

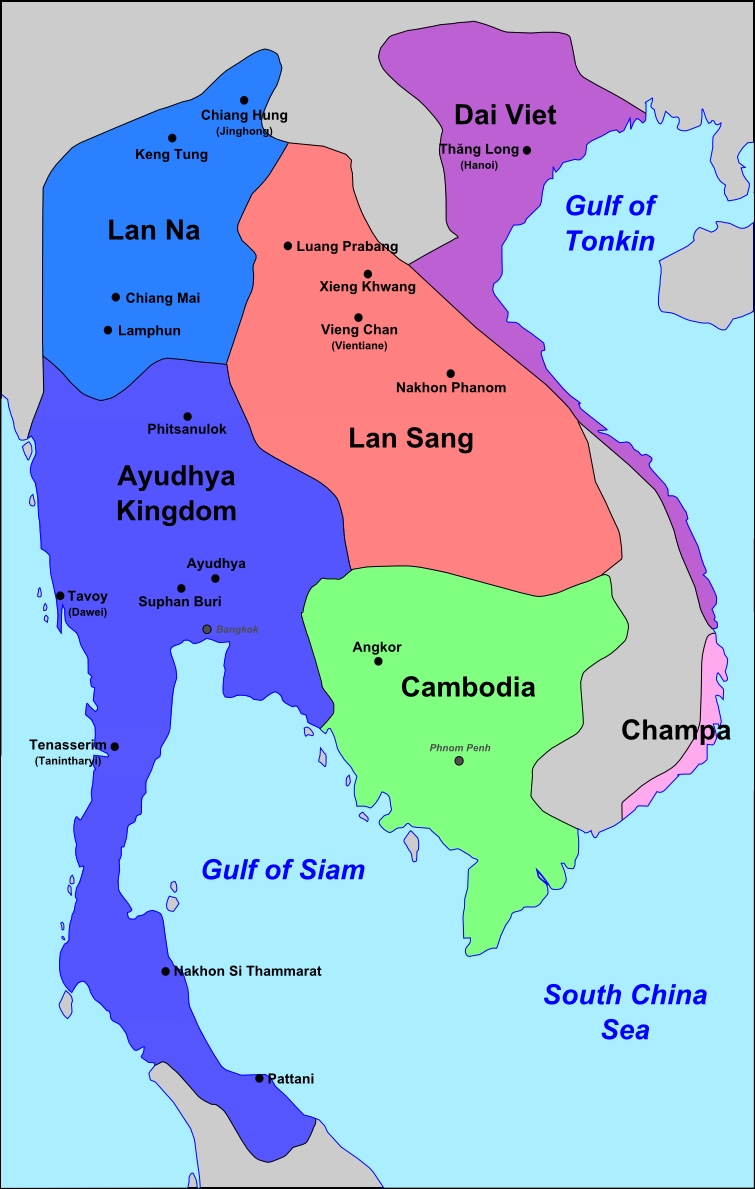
Đông Nam Á cỡ năm 1540

### Diệt vong
Đầu thế kỷ 20, Xiêm chính thức sáp nhập Lan Na vào lãnh thổ của mình.
Các vua của Lan Na:
1. Lawachangkarat (Lavachankaraja hoặc Lào Chong)
2. Lao Kao Kaeo Ma Mueang
3. Lao Sao
4. Lao Tang hoặc Lào Phang
5. Lao Klom hoặc Lao Luang
6. Lao Leo
7. Lao Kap
8. Lao Khim (Lào Kin)
9. Lao Khiang
10. Lao Khiu
11. Lao Thoeng (Lào Ting)
12. Lao Tueng (Lào Toeng)
13. Lao Khon
14. Lào Som
15. Lao Kuak (Lào Phuak)
16. Lao Kiu (Lào kwin)
17. Lao Chong
18. Chom Pha Rueang
19. Lao Choeng (Lào Chueang hoặc Khun Chueang)
20. Lào Ngoen Rueang
21. Lao Sin hoặc Lào Chuen
22. Lao Ming
23. Lao Mueang (Moeng Lao)
24. Lao Meng
25. Mangrai Đại đế, 1261 - 1311
26. Chaiyasongkhram (Jayasangrama), 1311 - 1325
27. Saenphu, 1325 - 1334
28. Khamfu, 1334 - 1336
29. Phayu, 1336 - 1355
30. Kuena, 1355 - 1385
31. Saenmueangma, 1385 - 1401
32. Samfangkaen, 1402 - 1441
33. Tilokkarat hoặc Tilokaraja, 1441 - 1487
34. Yotchiangrai, 1487 - 1495
35. Kaeo hoặc Mueangkaeo, 1495 - 1525
36. Ket hoặc Muangketklao, 1525 - 1538 (lần thứ nhất)
37. Saikham, 1538 - 1543
38. Ket hoặc Mueangketklao, 1543 - 1545 (lần thứ 2)
39. Nữ hoàng Chiraprapha (hoặc Jiraprabha), 1545 - 1546
40. Chaiyachettha (Jayajestha), 1546 - 1547
41. Mekuti, 1551 - 1564 (Miến Điện chinh phục và kiểm soát của Lanna 1558)
42. Nữ hoàng Wisutthathewi (Visuddhadevi), 1564 - 1578
43. Sawathi Noratra Mangsosi (Nawrahta Minsaw), 1578 - 1607
44. Phra Choi, 1607 - 1608 (lần 1)
45. Phra Chaiyathip, 1608 - 1613
46. Phra Choi, 1613 - 1615 (lần thứ 2)
47. Duke Sisongmueang của Nan, 1615-1631
48. Phraya Luangthipphanet, 1631 - 1655
49. Phra Saenmueang, 1655 - 1659
50. Duke của Phrae, 1659 - 1672
51. Viceroy Uengsae Ava, 1672 - 1675
52. Cheputarai, 1675 - 1707
53. Mang Raenara, 1707 - 1727
54. Thepsing hoặc Debasingha, 1727
55. Ong Kham, 1727 - 1759
56. Ong Chan, 1759 - 1761
57. Chao Khihut, 1761 - 1763
58. Po Aphaikhamini, 1763 - 1768
59. Po Mayu'nguan, 1768 - 1774

Sau năm 1774, vương quốc Lanna bị chia thành 3 tiểu quốc và đến thế kỷ XX thì sáp nhập vào Xiêm
+ Vua Chiang Mai
1. Phraya Chaban (Bunma), 1774 - 1782
2. Kawila, 1782 - 1813 (Cựu công tước của Lampang)
3. Thammalangka hoặc Dharmalanka, 1813 - 1822
4. Khamfan, 1823 - 1825 (Cựu công tước của Lamphun)
5. Phutthawong hoặc Buddhavansa (Chao Phuttawong พระยา พุทธ วงศ์, tốt hơn được gọi là Suriwong, hay Yên Chao Luang Phaendin เจ้าหลวง แผ่นดิน เย็น), 1826 - 1846
6. Mahotaraprathet, 1847 - 1854
7. Kawirolot Suriyawong, 1856 - 1870
8. Inthawichayanon, 1873 - 1896
9. Inthawarorot Suriyawong, 1901 - 1909 (Thái Lan sáp nhập Lanna)
10. Kaeo Navarat, 1911 - 1939

+ Vua Lampang 1732 - 1925
1. Thipchang, 1732 - 1759 (thuộc Miến Điện)
2. Chaikaeo, 1759 - 1774 (thuộc Miến Điện)
3. Kawila, 1774 - 1782 (người cai trị đầu tiên dưới chính quyền Xiêm, đã trở thành Công tước của Chiang Mai năm 1782)
4. Khamsom, 1782 - 1794
5. Duangthip, 1794 - 1825
6. Chaiwong hoặc Jayavansa, 1825-1838
7. Khattiya, 1838
8. Nội In, 1838-1848 (Ex-Duke của Lamphun)
9. Worayannarangsi hoặc Varayanaransi, 1848 - 1873
10. Phrommaphiwong hoặc Brahmabhivansa, 1873 - 1887
11. Suriya Changwang hoặc Surya Changwang năm 1887
12. Noranan Chaichawalit hoặc Narananda Jayajavalit, 1887 - 1897
13. Bunyawat Wongmanit hoặc Bunyavadya Vansamanit, 1897-1922 (Thái Lan sáp nhập Lanna)
14. Chao Ratchabut (Nội Mueangphruan), 1922 - 1925 (vương quốc tiêu đề giải thể)

+ Vua Lamphun 1805 - 1943
1. Khamfan, 1805-1815 (Công tước của Chiang Mai năm 1823)
2. Bunmamueang, 1815-1827
3. Nội In, 1827-1837 (Công tước Lampang năm 1838)
4. Khamtan, 1838-1841
5. Thammalangka hoặc Dharmalanka, 1841-1843
6. Chailangkaphisan Sophakkhun, 1848-1871
7. Daradirekratphairot, 1871-1888
8. Hemphinphaichit, 1888-1895
9. Inthayongyotchot, 1895-1911 (Thái Lan sáp nhập Lanna)
10. Chakkham Khachonsak, 1911-1943 (vương quốc giải thể)

## Tôn giáo
Người Lan Na thờ thần và tổ tiên. Đạo Phật Therevada với các kinh Phật bằng tiếng Pali được các nhà sư người Môn ở Hariphunchai truyền bá tới Lan Na. Vua Ku Na, vua Tilokarat đã biến đạo Phật thành quốc đạo và thay thế dần các sư người Môn bằng sư người Lan Na. Vào khoảng thế kỷ 15-16, đạo Phật Therevada gốc như ở Sri Lanka đã được địa phương hóa thành hai phái với trung tâm là Wat Suan Dok và Wat Padaeng. Hai phái này sau đó đã lan rộng khắp vùng thượng nguồn sông Mê Kông tới Chiang Saen, Chiang Rung và Chiang Tung.

## Chữ viết

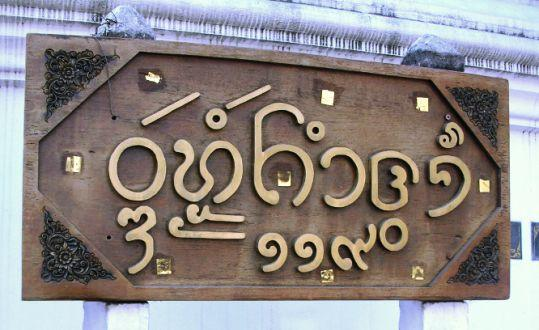
Chữ viết của người Lan Na.

Người Lan Na dùng hệ thống chữ viết gồm 42 chữ cái được gọi là ตัวเมือง /tua mương/ có nguồn gốc từ chữ của người Môn mà đến lượt chữ đó lại có nguồn gốc từ chữ Pallava của Ấn Độ

## Kiến trúc

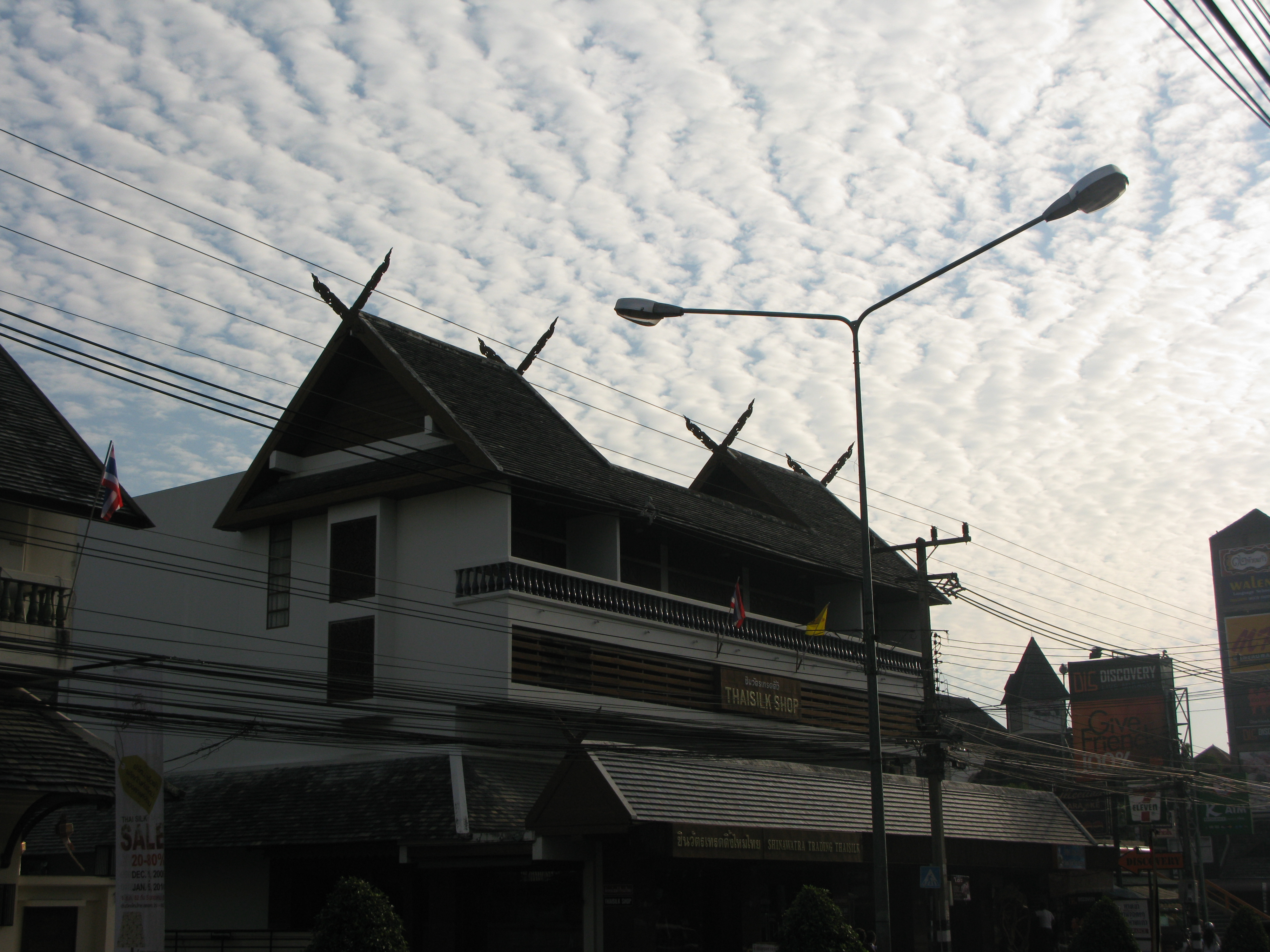
Một tòa nhà hiện đại được trang trí bằng ka lae.

Nhà ở với kiến trúc truyền thống của người Lan Na được gọi là Ruen Ka-lae. Nó là loại nhà sàn mái tam giác giống như nhà của nhiều dân tộc khác ở Đông Nam Á. Điểm khác biệt là đầu hồi và cuối mái nhà thường có những thứ bằng gỗ chạm khắc bằng tay hình chữ V gọi là Ka Lae. Nhà của người giàu thường làm bằng gỗ teak trong khi nhà của người thường chỉ làm bằng tranh tre. Ngày nay, Ka Lae được trang trí trên mái của rất nhiều công trình kiến trúc hiện đại ở Chiang Mai, từ sân bay, nhà hàng, khách sạn, trung tâm thương mại, cho đến bến xe buýt.